# Johanna von Esterházy

Frédéric Chopin, Impromptu Ges-Dur op. 51, Autograph, bezeichnet: „dedié à Madame la Comtesse Esterházy née Comtesse Batthyany“, Washington, Library of Congress

Gräfin Johanna von Esterházy de Galántha, geb. Gräfin Batthyány (* 5. September 1798; † 8. Juni 1880 in Wien) war eine ungarische Harfenistin und Mäzenatin.

## Leben
Die Gräfin erhielt ihre Ausbildung hauptsächlich durch den englischen Harfenvirtuosen und Komponisten Elias Parish Alvars, der ab 1836 in Wien lebte und dort 1847 zum k. k. Kammervirtuosen ernannt wurde. Sie wurde zugleich seine bedeutendste Förderin, wofür er ihr aus Dankbarkeit 27 seiner Werke widmete.
Weithin bekannt wurde sie durch Frédéric Chopin, der ihr sein im Herbst 1842 entstandenes Impromptu Nr. 3 Ges-Dur op. 51 zueignete. Es wurde erstmals am 9. Juli 1843 in der von Maurice Schlesinger herausgegebenen Revue et Gazette musicale de Paris veröffentlicht. Dabei wurden versehentlich die Seiten 3 und 5 vertauscht, wie Chopin in einem Brief an Schlesinger monierte.
1852 erwarb sie die heutige Villa Schopp in Hietzing, wo sie bis zu ihrem Tod lebte. Sie wurde später erheblich umgebaut.
In den Jahren 1852 bis 1881 stand der Komponist und Harfenist Johann Dubez in ihren Diensten. Er nannte sich auf dem Titelblatt seiner Deux Chansons sans paroles op. 33 „Harpiste de la Comptesse Jeanne Esterházy“.

## Familie
Sie war mit dem Grafen Alajos Esterházy de Galántha (1780–1868) verheiratet. Die Ehe blieb kinderlos.